# Stella Nera
Stella Nera (Darkstar), il cui vero nome è Laynia Sergeievna Petrovna, è un personaggio dei fumetti, creato da Tony Isabella (testi) e George Tuska (disegni), pubblicato dalla Marvel Comics. È una supereroina mutante, la cui prima apparizione è in Champions n. 7 (agosto 1976).

## Biografia del personaggio
Laynia Petrovna nasce a Minsk, dove diventa un agente del governo sovietico. Entra a far parte di un supergruppo incaricato di catturare Natasha Romanoff. Tuttavia, Laynia decide di cambiare fazione e si unisce ai Campioni di Los Angeles. All'interno di questo gruppo intraprende una relazione semiseria con l'Uomo Ghiaccio fino al momento del suo ritorno in Russia.
Tornata a casa, rientra nei supersoldati sovietici assieme al fratello, Vanguard, e al quinto Dinamo Cremisi. Insieme combattono Iron Man ed il Fante di cuori ed insieme ad un nuovo membro, Ursa Major, la Presenza, che si rivelerà essere loro padre.
Successivamente Stella Nera combatte nel Torneo dei Campioni in rappresentanza della Russia.
Sempre affiancata dai supersoldati sovietici combatte Gremlin e Magneto.
Insieme ai suoi compagni cerca rifugio in America per sfuggire alle mire del supremo soviet che, tuttavia, riesce a riportarla in patria. In seguito si unisce alla X-Corporation a Parigi, dove viene posseduta da uno degli esperimenti del progetto Arma X ed uccisa da Fantomex. Viene sepolta con tutti gli onori nel cimitero di Père-Lachaise di Parigi.

### Una nuova Stella Nera
Apparsa come uno dei membri della Guardia d'Inverno che affrontano l'Hulk, il suo nome, i suoi poteri e le sue origini devono ancora essere mostrati. Assieme ai suoi compagni impedisce a Doc Samson, She-Hulk e Iron Man di indagare sulla morte di Abominio (ucciso sul territorio russo) e durante Secret Invasion respinge l'attacco da parte degli Skrull.

## Poteri e abilità
Stella Nera è una mutante con il potere di accedere all'energia extra-dimensionale detta "Forza oscura". Può usare questa forza per emettere raggi energetici o costruire semplici oggetti solidi. Può teletrasportarsi attraverso la "dimensione oscura", levitare e volare ad alta velocità. È, inoltre, un'esperta combattente dotata di tutte le attrezzature messe a disposizione dal KGB.

## Altri media
Stella Nera appare nell'episodio degli X-Men Red Dawn. All'inizio la donna appoggia il progetto di tre generali di riportare in vita Omega Red con lo scopo di rifondare l'Unione Sovietica, ma il comportamento instabile di quest'ultimo e la distruzione che si lascia dietro la spingono a cambiar fronte e a rivoltarsi ai tre generali e a Omega Red; si allea con Colosso e gli X-Men allo scopo di fermare quest'ultimo.
Nella serie i poteri di Stella Nera sono diversi rispetto a quelli della sua controparte cartacea: è sempre in grado di volare, ma non ha il potere della 'forza oscura' e sembra essere in grado di manipolare l'energia luminosa (la si vede ad esempio creare un campo di forza per proteggere alcuni civili dall'attacco dell'esercito e alla fine imprigionare i tre generali dentro una sfera di energia).
Appare anche in un episodio degli Avengers Assemble assieme ai Soldati Sovietici.